# Anna Albek
Anna Albek (* 2. Dezember 2001 in Senta, Serbien) ist eine ungarische Handballspielerin.

## Karriere

### Im Verein
Anna Albek begann das Handballspielen im Jahr 2008 beim serbischen Verein ŽRK Halas Jožef. Im Sommer 2014 wechselte sie nach Ungarn zu NEKA, eine von Lajos Mocsai initiierte nationale Handballakademie. Zwei Jahre später schloss sie sich dem österreichischen Verein HIB Graz an. 2020 wechselte sie nach Deutschland zum Erstligisten TuS Metzingen. Nach zwei Jahren ging sie nach Ungarn, um dort für Mosonmagyaróvári KC SE zu spielen. Seit dem Sommer 2025 läuft sie für den französischen Erstligisten Metz Handball auf.

### In Auswahlmannschaften
Mit der ungarischen Jugend-Nationalmannschaft gewann sie die Silber-Medaille bei der U18-Weltmeisterschaft 2018. Bei der U19-Europameisterschaft 2019 wurde sie mit der Juniorinnen-Auswahl Europameister.
Mit der A-Nationalmannschaft nahm sie an der Weltmeisterschaft 2021 teil und belegte dort den 10. Platz. Auch bei der Europameisterschaft 2022 belegte sie mit Ungarn den 11. Platz. Auch bei der Weltmeisterschaft 2023 belegten sie wieder den 10. Platz. Sie erzielte im Turnierverlauf 11 Tore in vier Spielen. Weiterhin nahm sie mit der ungarischen Auswahl an den Olympischen Spielen 2024 in Paris teil.

## Familie
Ihr Bruder József Albek ist ebenfalls Handballspieler und ist aktuell für die HSG Graz aktiv.